# 正五角丸塔柱
正五角丸塔柱（せいごかくまるとうちゅう、Elongated pentagonal rotunda）は、21番目のジョンソンの立体で、正十角柱の1つの底面に正五角丸塔をつけた形である。

## 性質
- 表面積: 一辺を{\displaystyle a}とすると{\displaystyle S={{20+5{\sqrt {3}}+{\sqrt {650+290{\sqrt {5}}}}} \over {2}}a^{2}}
- 体積: 一辺を{\displaystyle a}とすると {\displaystyle V={{45+17{\sqrt {5}}+30{\sqrt {5+2{\sqrt {5}}}}} \over {12}}a^{3}}

## 関連図形
| 正十角柱 （正五角丸塔を取り除く）                       | 正五角丸塔 （正十角柱を取り除く）                           | 同相双五角丸塔柱 （正五角丸塔を同相になるように追加） | 異相双五角丸塔柱 （正五角丸塔を同相にならないように追加） |
| 同相五角台塔丸塔柱 （正五角台塔を同相になるように追加） | 異相五角台塔丸塔柱 （正五角台塔を同相にならないように追加） | 正五角丸塔反柱 （角柱部分を18°ねじる）                |                                                           |